# Нидерланды на «Евровидении-1958»
Нидерланды принимали участие на «Евровидении 1958», проходившем в Хилверсюме, 12 марта 1958 года, как страна-хозяйка. На конкурсе её представляла Корри Броккен с песней «Heel de wereld», выступившая второй. В этом году страна заняла последнее место, получив лишь 1 балл. Броккен стала единственной исполнительницей, которая занимала на конкурсе как первое,так и последнее место. Также Корри уже третий год подряд победила национальный отбор и участвовала на «Евровидении».
Комментатором конкурса от Нидерландов был Сиб ван дер Зиа (NTS). В качестве глашатая выступил Пит те Нёйл.
Броккен выступила в сопровождении оркестра под руководством Дольфа ван дер Линдена.

## Национальный отбор
Финал национального отбора прошёл 11 февраля 1958 года в телестудии AVRO TV Studios в Хилверсюме. Ведущей шоу стала Карин Таня Коен. В конкурсе приняло участие 6 исполнителей, каждый из них исполнил по две песни и лишь Anneke van der Graaf — одну. Голосование проводилось с помощью почтовых открыток. 20 февраля были объявлены первые пять мест, количество голосов с 6 по 11 позицию остались неизвестны.
|    | Исполнитель          | Песня                       | Место | Баллы |
| -- | -------------------- | --------------------------- | ----- | ----- |
| 1  | Гретье Кауффелд      | «Stewardess»                | 3-е   | 3733  |
| 2  | Вилли Алберти        | «Met elke lach van jou»     | 9-е   | ?     |
| 3  | Рита Рейес           | «Een verlicht raam»         | 11-е  | ?     |
| 4  | Брюс Лоу             | «Wiegelied voor Marjolein»  | 4-е   | 2350  |
| 5  | Корри Броккен        | «Weet je»                   | 2-е   | 4036  |
| 6  | Anneke van der Graaf | «Lentedag»                  | 8-е   | ?     |
| 7  | Рита Рейес           | «De warmte van je hart»     | 6-е   | ?     |
| 8  | Вилли Алберти        | «Marjan»                    | 7-е   | ?     |
| 9  | Гретье Кауффелд      | «Een afscheid zonder meer»  | 5-е   | 1049  |
| 10 | Брюс Лоу             | «Neem dat maar aan van mij» | 10-е  | ?     |
| 11 | Корри Броккен        | «Heel de wereld»            | 1-е   | 8148  |

Победителем национального отбора стала Корри Броккен, которая уже представляла страну на предыдущих конкурсах «Евровидения». Броккен также заняла и второе место в отборе.

## Страны, отдавшие баллы Нидерландам
Жюри каждой страны из десяти человек распределяло 10 баллов между понравившимися песнями
| Отдали Нидерландам… |
| 1 балл              |
| ------------------- |
| Швейцария           |

## Страны, получившие баллы от Нидерландов
| 6 баллов | Швейцария    |
| 2 балла  | Швеция       |
| 1 балл   | Дания Италия |